# 转座酶
转座酶（英語：Transposase）是一种与转座子末端结合，可对基因进行剪切和粘贴或复制到基因组另一部分的酶。“转座酶”一词最初是由克隆Tn3转座子转座所需酶的人创造的。巴巴拉·麦克林托克在1940年代后期研究玉米遗传时最开始预测了转座酶的存在，后来其他研究组描述了转座的分子基础。麦克林托克发现染色体片段改变了位置，从一个染色体跳到了另一个染色体。这些（编码颜色的）转座子的重新定位，允许了其他色素基因的表达。玉米中的转座可引起颜色变化；细菌中的专座可导致抗生素耐药性。转座对于创造物种内的遗传多样性和适应不断变化的生活条件也很重要。在人类进化过程中，多达40%的人类基因组通过转座子转座等方法发生了移动。
转座酶分类在EC编号EC 2.7.7下。
编码转座酶的基因广泛存在于大多数生物体的基因组中，是已知最丰富的基因。

## 转座酶Tn5
转座酶Tn5是核糖核酸酶蛋白质超家族的成员，其中包括逆转录病毒整合酶。在希瓦氏菌和埃希氏菌中可以找到Tn5。转座子编码对卡那霉素和其他氨基糖苷类抗生素的抗性。
Tn5和其他转座酶的是不活跃的。DNA转座事件本身具有致突变性，因此转座酶低活性可降低在宿主中引起致命突变的风险，否则转座元件就淘汰了。Tn5不活跃的原因之一是N端和C端彼此相对靠近并倾向于相互抑制。几种突变会导致转座酶过度活跃，此现象证明了这一点。Tn5转座酶中氨基酸372的突变L372P就是这样的一种突变。亮氨酸残基原本在α螺旋中间，被脯氨酸残基取代时，α螺旋被破坏，将构象变化引入C端结构域，将其与N端结构域分开，促进了蛋白质的更高活性。转座子的转座通常只需要三个部分：转座子、转座酶和用于插入转座子的目标DNA。Tn5就是这种情况，它使用剪切和粘贴机制来移动转座子。
Tn5和大多数其他转座酶包含一个DDE模式序列，它是催化转座子运动的活性位点。酸性残基Aspartate-97、Aspartate-188和Glutamate-326构成活性位点。有人认为DDE模式序列与二价金属离子（最常见的是镁和锰）配位，在催化反应中很重要。由于转座酶非常不活跃，可使DDE区域突变，让转座酶变得过度活跃并催化转座子的运动。谷氨酸转化为天冬氨酸，两种天冬氨酸转化为谷氨酸。通过这种突变，Tn5的研究成为可能，但催化过程中的某些步骤因此丢失。

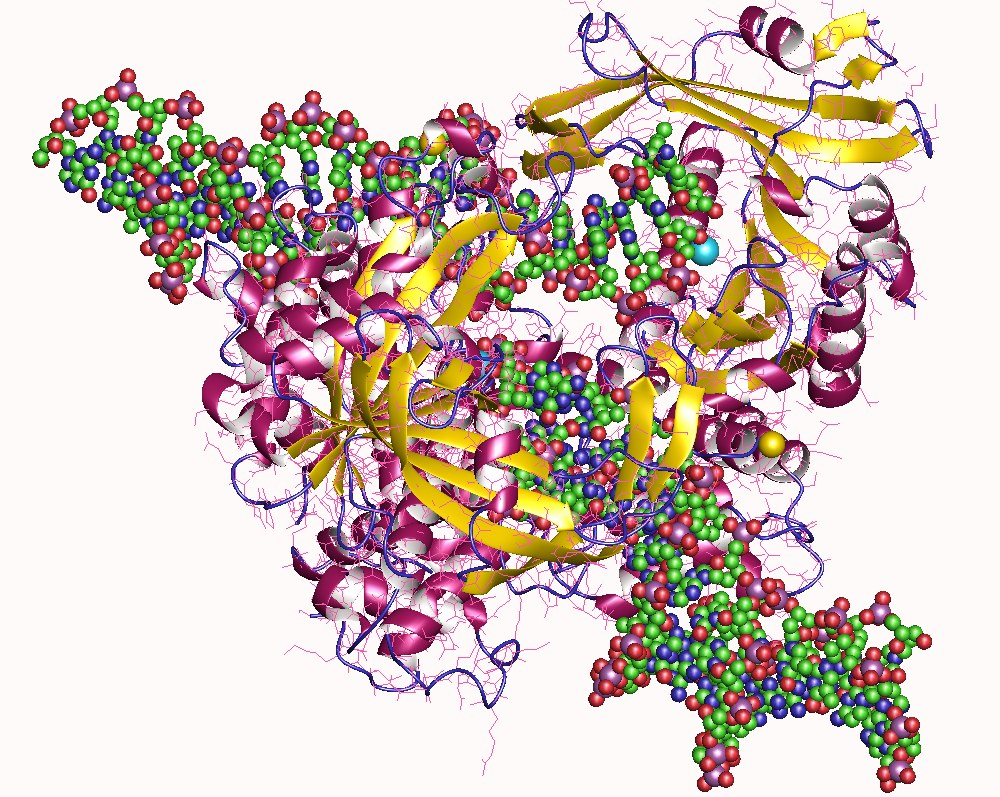

有几个步骤可以催化转座子的运动，包括Tnp结合、染色体联会（形成联会复合体）、切割、目标捕获和链转移。然后，转座酶与DNA链结合，在DNA的转座子末端形成一个夹子，并插入到活性位点中。一旦转座酶与转座子结合，它就会产生一个突触复合物，其中两个转座酶与转座子以顺式/反式关系结合。
在裂解过程中，镁离子从水分子中激活氧并使它们暴露于亲核攻击。这会允许水分子在两端的3'链上形成切口并形成发夹结构，从而将转座子与供体DNA分开。接下来，转座酶将转座子移动到合适的位置。尽管存在尚未确定的序列偏差，但对目标捕获知之甚少。目标捕获后，转座酶攻击间隔九个碱基对的目标DNA，导致转座子整合到目标DNA中。 
如前所述，由于DDE的突变，该过程的某些步骤会丢失——例如，当该实验在体外进行时，SDS热处理使转座酶变性。然而，体内转座酶会发生什么仍然不确定。
转座酶Tn5的研究具有普遍重要性，因为它与HIV-1和其他逆转录病毒疾病相似。通过研究Tn5，还可以发现很多关于其他转座酶及其活性的信息。在基因组测序中，可以使用Tn5接上测序接头，并在一次酶反应中将DNA片段化。与传统的下一代测序相比，这减少了时间和输入要求。这种文库制备方法应用于ATAC-seq技术和Illumina荧光测序技术。

## 睡美人转座酶
睡美人（SB）转座酶是驱动睡美人转座子系统的重组酶。SB转座酶属于转座酶的DD[E/D]家族，后者又属于一个大的多核苷酸转移酶超家族，包括RNase H、RuvC Holliday解析酶、RAG蛋白和逆转录病毒整合酶。SB系统主要用于脊椎动物的基因转移，包括基因治疗和基因发现。工程化的SB100X可以指导高水平的转座子整合。

## Tn7转座子
Tn7转座子是在许多原核生物（如大肠杆菌）中发现的可移动遗传元件，它首先作为在细菌染色体和天然质粒中，编码对抗生素甲氧苄啶和链霉素的抗性的DNA序列被发现。该序列归类为转座元件（转座子），可以通过利用称为转座酶的自编码重组酶在基因组内复制和移动自身，从而产生或逆转突变、改变基因组大小等效应。Tn7转座子已经发展出两种机制来促进其在原核生物中的传播。与许多其他细菌转座子一样，Tn7以低频转座并插入许多不同的位点，几乎没有或没有位点选择性。通过这第一个途径，Tn7优先被定向到可接合的质粒中，该质粒可以在细菌之间复制和分布。然而，Tn7的独特之处在于它也以高频转座到细菌染色体中称为attTn7的单个特定位点。该特定序列是在许多细菌菌株中发现的必需且高度保守的基因。然而，重组对宿主细菌无害，因为Tn7在识别基因后实际上会转座到基因的下游，从而提供了一种安全的方式来传播转座子，而不杀死宿主。这种高度进化和复杂的目标位点选择途径表明，这种途径的进化是为了促进转座子与其宿主之间的共存，以及Tn7在后代细菌中成功传播。
Tn7转座子长14 kb，编码五种酶。DNA序列的末端由两个片段组成，Tn7转座酶在重组过程中与之相互作用。左侧片段 (Tn7-L) 长150 bp，右侧序列 (Tn7-R) 长90 bp。转座子的两端包含一系列22 bp的结合位点，Tn7转座酶识别并结合这些位点。转座子内有五个独立的基因编码组成转座机制的蛋白质。此外，转座子包含一段包含几个编码抗生素抗性基因的基因盒。
Tn7转座子编码五种蛋白质：TnsA、TnsB、TnsC、TnsD和TnsE。TnsA和TnsB相互作用形成Tn7转座酶TnsAB。该酶特异性识别并结合转座子DNA序列的末端，并通过在每个末端引入双链DNA断裂来将其切除，然后将切除的序列插入另一个目标DNA位点。与其他人们已经了解特征的转座子非常相似，Tn7转座的机制涉及通过TnsAB转座酶的TnsA蛋白从供体DNA上切割3'端。然而，Tn7也在5'端附近被TnsAB的TnsB蛋白独特地切割，从5'端到Tn7转座子约5bp。转座子插入目标DNA位点后，3'端与目标DNA共价连接，但5'端仍存在5bp缺口。因此，修复这些间隙会导致目标位点再重复5bp。TnsC蛋白与转座酶和目标DNA相互作用以促进切除和插入过程。TnsC激活转座酶的能力取决于它与目标DNA及其合适的靶向蛋白TnsD或TnsE的相互作用。TnsD和TnsE蛋白是替代目标选择器，它们也是促进Tn7切除和插入的DNA结合激活因子。它们与特定目标DNA相互作用的能力是Tn7目标位点选择的关键。因此，蛋白质TnsA、TnsB和TnsC构成了Tn7的核心机制：TnsA和TnsB一起相互作用形成转座酶，而TnsC作为转座酶活性的调节剂起作用，在转座酶与TnsD和TnsE之间进行通信。当TnsE蛋白与TnsABC核心机制相互作用时，Tn7优先引导插入到可接合质粒中。当TnsD蛋白与TnsABC相互作用时，Tn7优先引导下游插入细菌染色体中的一个基本且高度保守的位点。attTn7位点由TnsD特异识别。